# تپه عماد الدوله برناج
تپه عماد الدوله برناج مربوط به دوران پیش از تاریخ ایران باستان است و در شهرستان هرسین، روستای برناج  واقع شده و این اثر در تاریخ ۱۰ دی ۱۳۸۱ با شمارهٔ ثبت ۶۸۸۶ به‌عنوان یکی از آثار ملی ایران به ثبت رسیده است. رامتین ملکی برناجی 